# Výčapy-Opatovce
Výčapy-Opatovce é um município da Eslováquia, situado no distrito de Nitra, na região de Nitra. Tem 14,19 km² de área e sua população em 2018 foi estimada em 2.229 habitantes.

## Demografia
| Ano:        | 1994 | 2004   | 2014   | 2024   |
| ----------- | ---- | ------ | ------ | ------ |
| Broj ljudi: | 2151 | 2125   | 2188   | 2137   |
| Razlika:    |      | -1,20% | +2,96% | -2,33% |

| Ano:               | 2023 | 2024   |
| ------------------ | ---- | ------ |
| Número de pessoas: | 2153 | 2137   |
| Diferença:         |      | -0,74% |